# Lijst van voetbalinterlands Panama - Paraguay
Deze lijst van voetbalinterlands is een overzicht van alle officiële voetbalwedstrijden tussen de nationale teams van Panama en Paraguay. De landen speelden tot op heden vier keer tegen elkaar. De eerste ontmoeting, een vriendschappelijke wedstrijd, werd gespeeld in Panama-Stad op 20 augustus 2003. Het laatste duel, eveneens een vriendschappelijke wedstrijd, vond plaats op 16 juni 2024 in de Panamese hoofdstad.

## Wedstrijden
| № | Plaats      | Datum            | Competitie        | Wedstrijd         | Uitslag |
| - | ----------- | ---------------- | ----------------- | ----------------- | ------- |
| 1 | Panama-Stad | 20 augustus 2003 | Vriendschappelijk | Panama – Paraguay | 1 – 2   |
| 2 | Panama-Stad | 2 september 2011 | Vriendschappelijk | Panama – Paraguay | 0 – 2   |
| 3 | Asunción    | 29 februari 2012 | Vriendschappelijk | Paraguay – Panama | 1 – 0   |
| 4 | Panama-Stad | 16 juni 2024     | Vriendschappelijk | Panama − Paraguay | 0 − 1   |

## Samenvatting
| Competitie        | Totaal gespeeld | Winst Panama | Gelijk | Winst Paraguay | Doelsaldo Panama – Paraguay |
| ----------------- | --------------- | ------------ | ------ | -------------- | --------------------------- |
| Vriendschappelijk | 4               | 0            | 0      | 4              | 1 − 6                       |
| Totaal            | 4               | 0            | 0      | 4              | 1 − 6                       |

## Details

### Eerste ontmoeting
| Vriendschappelijk (Panama-Stad, Panama, 20 augustus 2003): |              | |
| Panama | 1 – 2        | Paraguay |
| Juan Ramón Solís 77' | goals        | 6' Jorge Luis Campos 17' Carlos Gamarra |
| Gary Stempel | bondscoach   | Aníbal Ruíz |
| Ricardo James Felipe Baloy Mario Méndez 85' Ubaldo Guardia Luis Moreno Víctor Herrera 75' Manuel Torres Juan Ramón Solís Jorge Ortega 46' José Luis Garcés 84' Blas Pérez 46' | opstellingen | Ricardo Tavarelli 62' Denis Caniza Carlos Gamarra Pablo Da Silva 46' Delio Toledo Carlos Bonet Carlos Paredes 47' Julio Enciso 46' Jorge Luis Campos 81' Raúl Román 82' Freddy Bareiro |
| Alberto Zapata 46' Luis Tejada 46' Luis Henríquez 75' Ricardo Palomino 84' Roberto Stewart 85'                                                                                | wissels      | 46' Julio César Cáceres 46' Guido Alvarenga 47' Ángel Ortiz 62' Néstor Isasi 81' Gustavo Morínigo 82' Erwin Avalos                                                                     |
| Felipe Baloy 32' | gele kaarten | 39' Carlos Gamarra 60' Carlos Paredes |

### Tweede ontmoeting
| Vriendschappelijk (Panama-Stad, Panama, 2 september 2011): |              | |
| Panama | 0 – 2        | Paraguay |
| | goals        | 8' (pen.) Óscar Cardozo 11' Robin Ramírez |
| Julio Dely Valdés | bondscoach   | Francisco Arce |
| Luis Mejia Rolando Algandona Luis Moreno 56' Román Torres Carlos Rodríguez Nelson Barahona Juan de Gracia 46' Armando Cooper Gabriel Gómez 46' Luis Tejada 46' Blas Pérez 46' | opstellingen | Antony Silva Paulo da Silva Sergio Vergara 63' Carlos Bonet Darío Verón 79' Marcelo Estigarribia 74' Enrique Vera 77' Cristian Riveros Hernán Pérez 63' Óscar Cardozo 74' Robin Ramirez |
| Amilcar Henríquez 46' Anibal Godoy 46' Renán Addles 46' Amir Waithe 46' Armando Polo 46' Roberto Chen 56'                                                                     | wissels      | 63' Iván Piris 63' Wilson Pittoni 74' Osvaldo Martínez 74' Dante López 77' Fidencio Oviedo 79' Nestor Camacho                                                                           |
| Blas Pérez 6' Juan de Gracia 40' | gele kaarten | 36' Marcelo Estigarribia 59' Óscar Cardozo 64' Enrique Vera |
| - Eerste duel van Paraguay onder leiding van bondscoach Francisco Arce. |              | |

### Derde ontmoeting
| Vriendschappelijk (Asunción, Paraguay, 29 februari 2012): |              | |
| Paraguay | 1 – 0        | Panama |
| Jonathan Santana 88' | goals        | |
| Francisco Arce | bondscoach   | Julio Dely Valdés |
| Justo Villar Paulo da Silva Carlos Bonet 66' Antolín Alcaráz Miguel Samudio Cristian Riveros 76' Jorge Mendoza 83' Osvaldo Martínez 76' Víctor Cáceres Nelson Valdez 65' Lucas Barrios 46' | opstellingen | Luis Mejia Eduardo Dasent Rolando Algandona Roderick Miller Eric Davis 62' Luis Ovalle Armando Cooper Marcos Sánchez 83' Anibal Godoy 64' Edwin Aguilar 80' Cecilio Waterman |
| Edgar Benítez 46' José Ortigoza 65' Víctor Ayala 66' Reinaldo Ocampo 76' Eric Ramos 76' Jonathan Santana 83'                                                                               | wissels      | 62' Yairo Yau 64' Luis Rentería 80' José Pinzón 83' Juan de Gracia |
| Cristian Riveros 8' | gele kaarten | 39' Armando Cooper |
| Víctor Cáceres 30' | rode kaarten | |

FEPAFUT · A-internationals · Selecties · Bondscoaches · Panamees vrouwenelftal · Panama U21 · Panama U20 · Panama U19 · Panama U18 · Panama U17
1930 – 1949 · 
1950 – 1959 · 
1960 – 1969 · 
1970 – 1979 · 
1980 – 1989 · 
1990 – 1999 · 
2000 – 2009 · 
2010 – 2019 ·
2020 – 2029
CGC 1991 · 
CGC 1993 · 
CGC 1996 · 
CGC 1998 · 
CGC 2000 · 
CGC 2002 · 
CGC 2003 · 
CGC 2005 · 
CGC 2007 · 
CGC 2009 · 
CGC 2011 · 
CGC 2013 · 
CGC 2021
WK 2018
1938 · 
1939 · 
1940 · 
1941 · 
1942 · 1943 · 1944 · 1945 · 
1946 · 
1947 · 
1948 · 
1949 · 
1950 · 
1951 · 
1952 · 
1953 · 
1954 · 
1955 · 
1956 · 
1957 · 
1958 · 
1959 · 
1960 · 
1961 · 
1962 · 
1963 · 
1964 · 
1965 · 
1966 · 
1967 · 
1968 · 
1969 · 
1970 · 
1971 · 
1972 · 
1973 · 
1974 · 
1975 · 
1976 · 
1977 · 
1978 · 
1979 · 
1980 · 
1981 · 
1982 · 
1983 · 
1984 · 
1985 · 
1986 · 
1987 · 
1988 · 
1989 · 
1990 · 
1991 · 
1992 · 
1993 · 
1994 · 
1995 · 
1996 · 
1997 · 
1998 · 
1999 · 
2000 · 
2001 · 
2002 · 
2003 · 
2004 · 
2005 · 
2006 · 
2007 · 
2008 · 
2009 · 
2010 · 
2011 · 
2012 · 
2013 · 
2014 · 
2015 · 
2016 · 
2017 ·
2018 ·
2019 ·
2020 ·
2021 ·
2022 ·
2023 ·
2024
Anguilla ·
Argentinië · 
Armenië · 
Aruba · 
Bahama's ·
Bahrein ·
Barbados ·
België · 
Belize · 
Bermuda · 
Bolivia · 
Brazilië · 
Canada · 
Chili · 
Colombia · 
Costa Rica · 
Cuba · 
Curaçao ·
Denemarken ·
Dominica · 
Dominicaanse Republiek · 
Ecuador · 
El Salvador · 
Engeland · 
Grenada · 
Guadeloupe ·
Guatemala · 
Guyana · 
Haïti · 
Honduras · 
Iran · 
Jamaica · 
Japan · 
Kameroen ·
Mexico · 
Montserrat ·
Nederlandse Antillen · 
Nicaragua · 
Noord-Ierland ·
Noorwegen ·
Paraguay · 
Peru · 
Portugal · 
Puerto Rico · 
Qatar ·
Saint Lucia · 
Saoedi-Arabië ·
Servië ·
Spanje · 
Taiwan · 
Trinidad en Tobago ·
Tunesië ·  
Uruguay ·  
Venezuela · 
Verenigde Staten ·
Wales ·
Zuid-Afrika ·
Zuid-Korea ·
Zwitserland
België (2018) ·
Engeland (2018) ·
Tunesië (2018)
APF · A-internationals · Selecties · Bondscoaches · Paraguayaans vrouwenelftal · Paraguay U21 · Paraguay U20 · Paraguay U19 · Paraguay U18 · Paraguay U17
1919 – 1929 · 
1930 – 1939 · 
1940 – 1949 · 
1950 – 1959 · 
1960 – 1969 · 
1970 – 1979 · 
1980 – 1989 · 
1990 – 1999 · 
2000 – 2009 · 
2010 – 2019 ·
2020 − 2029
WK 1930 · 
WK 1950 · 
WK 1958 · 
WK 1986 · 
WK 1998 · 
WK 2002 · 
WK 2006 · 
WK 2010
OS 1992 · 
OS 2004
1919 · 
1920 · 
1921 · 
1922 · 
1923 · 
1924 · 
1925 · 
1926 · 
1927 · 
1928 · 
1929 · 
1930 · 
1931 · 
1932–1936 · 
1937 · 
1938 · 
1939 · 
1940 · 
1941 · 
1942 · 
1943 · 
1944 · 
1945 · 
1946 · 
1947 · 
1948 · 
1949 · 
1950 · 
1951–1952 · 
1953 · 
1954 · 
1955 · 
1956 · 
1957 · 
1958 · 
1959 · 
1960 · 
1961 · 
1962 · 
1963 · 
1964 · 
1965 · 
1966 · 
1967 · 
1968 · 
1969 · 
1970 · 
1971 · 
1972 · 
1973 · 
1974 · 
1975 · 
1976 · 
1977 · 
1978 · 
1979 · 
1980 · 
1981 · 
1982 · 
1983 · 
1984 · 
1985 · 
1986 · 
1987 · 
1988 · 
1989 · 
1990 · 
1991 · 
1992 · 
1993 · 
1994 · 
1995 · 
1996 · 
1997 · 
1998 · 
1999 · 
2000 · 
2001 · 
2002 · 
2003 · 
2004 · 
2005 · 
2006 · 
2007 · 
2008 · 
2009 · 
2010 · 
2011 · 
2012 · 
2013 · 
2014 · 
2015 · 
2016 ·
2017 ·
2018 ·
2019 ·
2020 ·
2021 ·
2022
Argentinië ·
Armenië ·
Australië ·
Bahrein ·
België ·
Bolivia ·
Bosnië en Herzegovina · 
Brazilië ·
Bulgarije ·
Canada ·
Chili ·
China ·
Colombia ·
Costa Rica ·
Denemarken ·
Duitsland ·
Ecuador ·
El Salvador ·
Engeland ·
Frankrijk ·
Georgië ·
Griekenland ·
Guadeloupe ·
Guatemala ·
Honduras ·
Hongarije ·
Hongkong ·
Ierland ·
Indonesië ·
Irak ·
Iran ·
Italië ·
Ivoorkust ·
Jamaica ·
Japan ·
Joegoslavië ·
Jordanië ·
Kameroen ·
Marokko ·
Mexico ·
Nederland ·
Nicaragua ·
Nieuw-Zeeland ·
Nigeria ·
Noord-Korea ·
Noord-Macedonië ·
Noorwegen ·
Oman ·
Oostenrijk ·
Panama ·
Peru ·
Polen ·
Portugal ·
Qatar ·
Roemenië ·
Saoedi-Arabië ·
Schotland ·
Servië ·
Slovenië ·
Slowakije ·
Spanje ·
Togo ·
Trinidad en Tobago ·
Tsjechië ·
Turkije ·
Uruguay ·
Venezuela ·
Verenigde Arabische Emiraten ·
Verenigde Staten ·
Wales ·
Zuid-Afrika ·
Zuid-Korea ·
Zweden
Engeland (2006) · 
Italië (2010) · 
Slovenië (2002) · 
Spanje (2002) · 
Trinidad en Tobago (2006) · 
Zuid-Afrika (2002) · 
Zweden (2006)